# Roy Ashburn

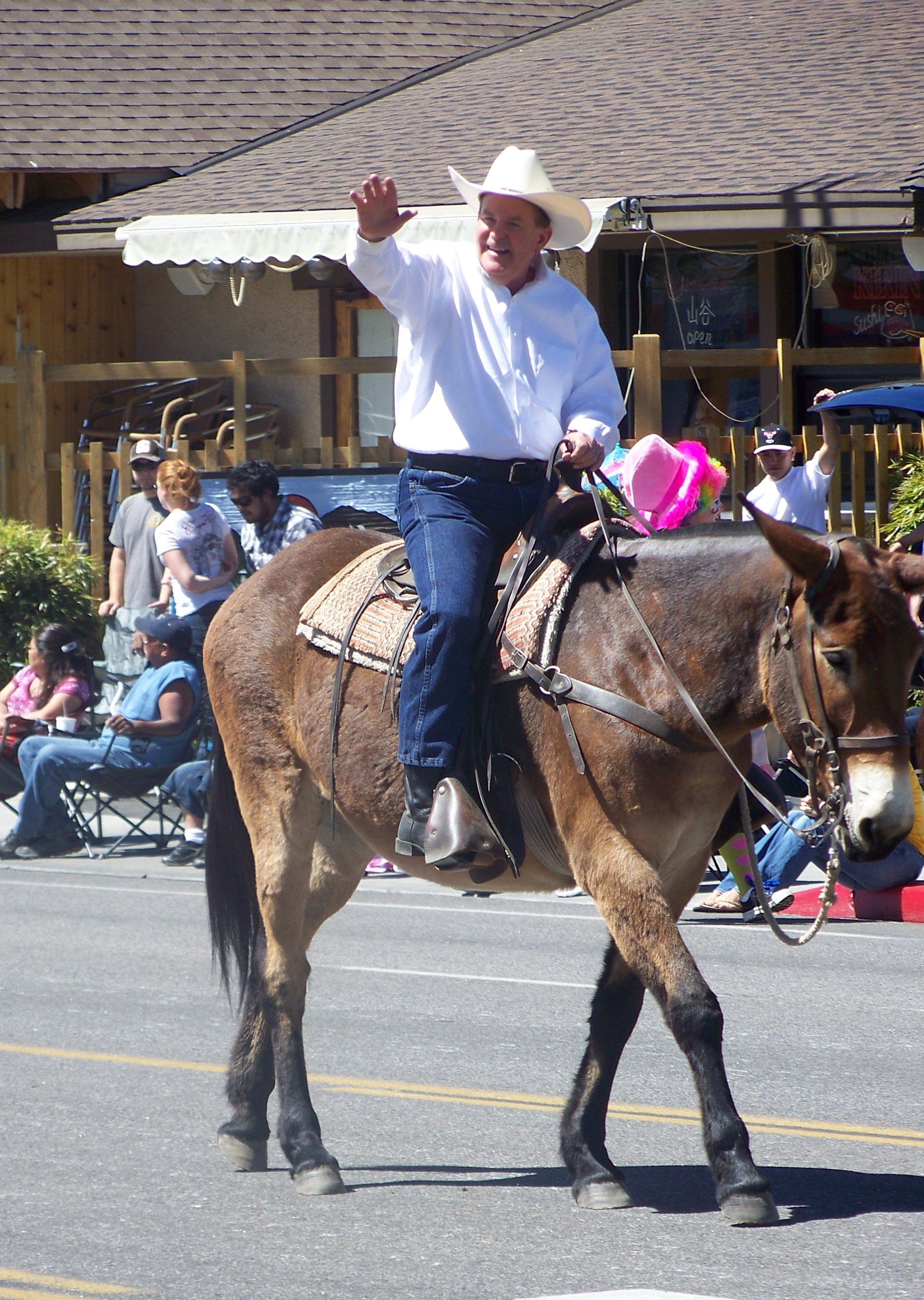
Roy Ashburn

Roy Ashburn (* 21. März 1954 in Long Beach, Kalifornien) ist ein US-amerikanischer Politiker der Republikanischen Partei.

## Leben
Ashburn studierte an der California State University, Bakersfield. Von 1996 bis 2002 war Ashburn als Nachfolger von Trice Harvey Abgeordneter in der California State Assembly. Vom 2. Dezember 2002 bis 5. Dezember 2010 war Ashburn als Nachfolger von Jack O’Connell Senator im Senat von Kalifornien. 2010 outete sich Ashburn als homosexuell. Ashburn wohnt in Los Angeles.